# Blockbuster Inc.
Blockbuster (anterior numit Blockbuster Video) este o marcă multimedia americană. Afacerea a fost fondată de David Cook în 1985 ca un singur magazin de închiere de video la domiciliu dar apoi a devenit un lanț de magazine publice cu închirieri de jocuri video, DVD-prin-mail, streaming, video la cerere, și teatru de cinema. Compania s-a extins internațional în timpul anilor 1990. La vârful său în 2004, Blockbuster a angajat peste 84 300 de oameni mondial și a operat 9 094 de magazine.
Conducere proastă și impactul Marii Recesiuni au fost factori importanți ai declinului lui Blockbuster, cum au fost și serviciul crescând de mail-order al Netflix, video la cerere, și chioșcurile automate Redbox. Pierderi semnificative de venituri s-au întâmplat la sfârșitul anilor 2000, iar compania a depus pentru protecție de faliment în 2010. Anul următor, 1 700 de magazine rămase au fost cumpărate de furnizorul de televiziune prin satelit Dish Network, iar până în 2014, ultimele 300 de magazine deținute de companie au fost închise. Deși suportul corporativ pentru marcă a încetat, Dish a păstrat un mic număr de acorduri de franciză, permițând unor francize private să rămână deschise. Urmând unor serii de închideri ulterioare în 2019, numai un singur magazin de franciză a rămas deschis, localizat în Bend, Oregon, Statele Unite.